# Hwad kan migh ståå til trång och nödh
Hwad kan migh ståå til trång och nödh (tyska: Was kann uns kommen an für Not) är en svensk psalm som är en parafras över Psaltaren 23. Den är en översättning av en tysk psalm, "Was kan uns kommen an für Noth" och finns publicerad i Göteborgspsalmboken 1650 (s. 62-63) och 1695 års psalmbok (nr 40). Originalets författare och översättaren till svenska är okända. Enligt Högmarck (1736) diskuterades om Andreas Knophius eller Wolfgang Mosel var författare, men han fann inget stöd för någondera uppgift. Han anger att psalmen finns översatt till svenska redan år 1600.

## Publicerad i
- 1572 års psalmbok med titeln HWadh kan migh stå til trång och nödh under rubriken "Någhra Davidz Psalmer".[2]
- Göteborgspsalmboken under rubriken "Om Tröst i Bedröfwelse".[3]
- 1695 års psalmbok nr 40 med inledningen "Hwad kan migh ståå til trång och nödh"

## Koralbearbetningar

### Orgel
- Was kann uns kommen an für Not i F-dur och Was kann uns kommen an für Not i C-dur av Franz Tunder.[4]